# Cyclosa rubronigra
Cyclosa rubronigra är en spindelart som beskrevs av Lodovico di Caporiacco 1947. Cyclosa rubronigra ingår i släktet Cyclosa och familjen hjulspindlar. Inga underarter finns listade i Catalogue of Life.